# Umaghlessi Liga 2016
Die Umaghlessi Liga 2016 war die 28. Spielzeit der höchsten georgischen Spielklasse im Männerfußball. Sie begann am 7. August 2016 und endete am 11. Dezember 2016. Titelverteidiger war Dinamo Tiflis.

## Modus
Der georgische Fußballverband beschloss am 3. August 2016 die Umstellung des Spielbetriebes auf den Kalenderjahresmodus. Im Herbst 2016 wurde daher eine Übergangssaison mit 14 Teams gespielt. Die Absteiger aus der letzten Saison wurden nicht ersetzt. 2017 nehmen dann nur noch zehn Mannschaften in der höchsten Liga teil.
Die vierzehn teilnehmenden Mannschaften wurden in zwei Gruppen zu je sieben Teams aufgeteilt. Jede Mannschaft absolvierte zunächst in einer Hin- und Rückrunde insgesamt zwölf Spiele.
Die beiden Gruppensieger bestritten dann ein Meisterschaft-Playoff. Der Gewinner nimmt als Meister an der 2. Qualifikationsrunde der UEFA Champions League 2017/18 teil. Das unterlegene Team qualifiziert sich für die 1. Runde der UEFA Europa League 2017/18.
Die Zweit- und Drittplatzierten spielten in einer Playoff-Runde einen weiteren Teilnehmer für die Europa League aus. Die beiden Tabellenletzten stiegen direkt in die Pirveli Liga ab. Die Mannschaften auf den Plätzen fünf und sechs spielten über Kreuz zwei weitere Absteiger aus. Die Saison 2017 wird auf zehn Vereinen reduziert.

## Vereine
| Verein                 | Stadt        | Stadion                           | Kapazität |
| ---------------------- | ------------ | --------------------------------- | --------- |
| Dinamo Tiflis          | Tiflis       | Boris-Paitschadse-Nationalstadion | 55.000    |
| Lokomotive Tiflis      | Tiflis       | Micheil-Meschi-Stadion            | 27.223    |
| FC Guria Lantschchuti  | Lantschchuti | Ewgrapi-Schewardnadse-Stadion     | 22.000    |
| Torpedo Kutaissi       | Kutaissi     | Giwi-Kiladse-Stadion              | 19.400    |
| FC Samtredia           | Samtredia    | Erossi-Mandschgaladse-Stadion     | 15.000    |
| FC Dila Gori           | Gori         | Tengis-Burdschanadse-Stadion      | 08.230    |
| FC Dinamo Batumi       | Kobuleti     | Chele Arena                       | 06.000    |
| FC Schukura Kobuleti   | Kobuleti     | Chele Arena                       | 06.000    |
| FC Kolcheti 1913 Poti  | Poti         | Fazisi-Stadion                    | 04.000    |
| Sioni Bolnissi         | Bolnissi     | Temur-Stepania-Stadion            | 03.400    |
| FC Spartaki Zchinwali  | Gori         | Satadarigo Moedani                | 02.500    |
| Tschichura Satschchere | Satschchere  | Zentral-Stadion Satschchere       | 02.040    |
| FC Saburtalo Tiflis    | Tiflis       | Saburtalo-Stadion                 | 01.000    |
| FC Baia Sugdidi        | Sugdidi      | Gulia-Tutberidse-Stadion          | 01.000    |

## Reguläre Saison

### Weiße Gruppe

#### Tabelle
| Pl. | Verein                 | Sp. | S | U | N | Tore    | Diff. | Punkte |
| --- | ---------------------- | --- | - | - | - | ------- | ----- | ------ |
| 1.  | Tschichura Satschchere | 12  | 9 | 2 | 1 | 027:110 | +16   | 29     |
| 2.  | Dinamo Tiflis (M, P)   | 12  | 6 | 5 | 1 | 017:500 | +12   | 23     |
| 3.  | Torpedo Kutaissi       | 12  | 4 | 3 | 5 | 016:120 | +4    | 15     |
| 4.  | Lokomotive Tiflis      | 12  | 4 | 3 | 5 | 011:180 | −7    | 15     |
| 5.  | FC Schukura Kobuleti   | 12  | 2 | 6 | 4 | 010:130 | −3    | 12     |
| 6.  | FC Guria Lantschchuti  | 12  | 3 | 2 | 7 | 008:210 | −13   | 11     |
| 7.  | FC Spartaki Zchinwali  | 12  | 2 | 3 | 7 | 012:210 | −9    | 09     |

Platzierungskriterien: 1. Punkte – 2. Direkter Vergleich (Punkte, Tordifferenz, geschossene Tore) – 3. Tordifferenz – 4. geschossene Tore

| (M) | amtierender Meister     |
| (P) | amtierender Pokalsieger |

#### Kreuztabelle
| Weiße Gruppe           | Tschichura Satschchere | Dinamo Tiflis |     | Lokomotive Tiflis | FC Schukura Kobuleti | FC Guria Lantschchuti | FC Spartaki Zchinwali |
| Tschichura Satschchere |                        | 0:0           | 2:1 | 3:2               | 1:1                  | 1:2                   | 4:1                   |
| Dinamo Tiflis          | 1:2                    |               | 0:0 | 4:0               | 1:1                  | 3:0                   | 0:0                   |
| Torpedo Kutaissi       | 0:3                    | 0:1           |     | 3:0               | 0:0                  | 5:0                   | 3:1                   |
| Lokomotive Tiflis      | 1:4                    | 0:0           | 0:0 |                   | 1:1                  | 2:1                   | 2:0                   |
| FC Schukura Kobuleti   | 1:3                    | 0:1           | 2:1 | 0:1               |                      | 3:1                   | 1:3                   |
| FC Guria Lantschchuti  | 0:2                    | 0:2           | 2:1 | 1:0               | 0:0                  |                       | 0:0                   |
| FC Spartaki Zchinwali  | 1:2                    | 2:4           | 1:2 | 1:2               | 0:0                  | 2:1                   |                       |

### Rote Gruppe

#### Tabelle
| Pl. | Verein                | Sp. | S | U | N  | Tore    | Diff. | Punkte |
| --- | --------------------- | --- | - | - | -- | ------- | ----- | ------ |
| 1.  | FC Samtredia          | 12  | 8 | 3 | 1  | 027:900 | +18   | 27     |
| 2.  | FC Dinamo Batumi      | 12  | 5 | 5 | 2  | 020:500 | +15   | 20     |
| 3.  | FC Saburtalo Tiflis   | 12  | 5 | 4 | 3  | 017:120 | +5    | 19     |
| 4.  | FC Kolcheti 1913 Poti | 12  | 6 | 0 | 6  | 010:180 | −8    | 18     |
| 5.  | FC Dila Gori          | 12  | 5 | 2 | 5  | 013:120 | +1    | 17     |
| 6.  | Sioni Bolnissi        | 12  | 3 | 2 | 7  | 013:190 | −6    | 11     |
| 7.  | Baia Sugdidi          | 12  | 2 | 0 | 10 | 005:300 | −25   | 06     |

Platzierungskriterien: 1. Punkte – 2. Direkter Vergleich (Punkte, Tordifferenz, geschossene Tore) – 3. Tordifferenz – 4. geschossene Tore

| (M) | amtierender Meister     |
| (P) | amtierender Pokalsieger |

#### Kreuztabelle
| Rote Gruppe           | FC Samtredia | FC Dinamo Batumi |     | FC Kolcheti 1913 Poti | FC Dila Gori | Sioni Bolnissi | Baia Sugdidi |
| FC Samtredia          |              | 1:1              | 3:0 | 2:0                   | 0:2          | 4:1            | 1:0          |
| FC Dinamo Batumi      | 1:1          |                  | 0:1 | 0:1                   | 3:1          | 0:0            | 5:0          |
| FC Saburtalo Tiflis   | 2:2          | 0:0              |     | 6:1                   | 2:1          | 1:1            | 3:1          |
| FC Kolcheti 1913 Poti | 1:3          | 0:5              | 1:0 |                       | 0:1          | 1:0            | 2:0          |
| FC Dila Gori          | 1:2          | 0:0              | 0:0 | 1:0                   |              | 2:1            | 4:1          |
| Sioni Bolnissi        | 0:3          | 0:3              | 1:2 | 0:2                   | 2:0          |                | 4:1          |
| Baia Sugdidi          | 0:5          | 0:2              | 1:0 | 0:1                   | 1:0          | 0:3            |              |

## Meister-Playoff
Die beiden Gruppenerster ermitteln den Meister 2016
| Datum               |              | Gesamt |                        | Hinspiel | Rückspiel |
| ------------------- | ------------ | ------ | ---------------------- | -------- | --------- |
| 3. und 11. Dezember | FC Samtredia | 4:2    | Tschichura Satschchere | 2:0      | 2:2       |

## Europa-League-Playoff

### Halbfinale
Die beiden Zweit- und Drittplatzierten ermitteln einen Europa-League-Platz
| Datum                      |                     | Gesamt    |                  | Hinspiel | Rückspiel |
| -------------------------- | ------------------- | --------- | ---------------- | -------- | --------- |
| 30. November / 4. Dezember | FC Saburtalo Tiflis | 0:1       | Dinamo Tiflis    | 0:0      | 0:1       |
| 30. November / 4. Dezember | Torpedo Kutaissi    | (a)2:2(a) | FC Dinamo Batumi | 2:1      | 0:1       |

### Finale
| Datum        |               | Ergebnis |                  |
| ------------ | ------------- | -------- | ---------------- |
| 10. Dezember | Dinamo Tiflis | 0:1      | FC Dinamo Batumi |

## Relegation
Die beiden Fünften und Sechsten ermitteln zwei Absteiger.
| Datum              |                       | Gesamt |                      | Hinspiel | Rückspiel |
| ------------------ | --------------------- | ------ | -------------------- | -------- | --------- |
| 1. und 6. Dezember | Sioni Bolnissi        | 4:5    | FC Schukura Kobuleti | 4:3      | 0:2       |
| 1. und 6. Dezember | FC Guria Lantschchuti | 0:2    | FC Dila Gori         | 0:2      | 0:0       |

## Torschützenliste
| Pl. | Spieler                 | Mannschaft             | Tore |
| --- | ----------------------- | ---------------------- | ---- |
| 01. | Budu Siwsiwadse         | FC Samtredia           | 11   |
| 02. | Saba Lobschanidse       | Tschichura Satschchere | 8    |
| 03. | Schaba Dwali            | FC Spartaki Zchinwali  | 7    |
| 04. | Bachana Arabuli         | FC Samtredia           | 6    |
| 04. | Davit Wolkowi           | Sioni Bolnissi         | 6    |
| 06. | Elgudscha Lobdschanidse | FC Dinamo Batumi       | 5    |
| 06. | Giorgi Diasamidse       | Lokomotive Tiflis      | 5    |
| 06. | Giorgi Charaischwili    | FC Saburtalo Tiflis    | 5    |
| 06. | Oleg Mamassachlissi     | Torpedo Kutaissi       | 5    |
| 06. | Teimuraz Schonia        | FC Dinamo Batumi       | 5    |
| 10. | Tornike Gorgiaschwili   | Tschichura Satschchere | 4    |
| 10. | Tornike Kapanadse       | Torped Kutaissi        | 4    |
| 10. | Nika Kvantaliani        | FC Dinamo Batumi       | 4    |
| 10. | Dimitri Tatanaschwili   | Tschichura Satschchere | 4    |